# Bertilo João Morsch
Bertilo João Morsch (Sobradinho, 7 de novembro de 1964) é um bispo brasileiro da Igreja Católica, bispo auxiliar da Arquidiocese de Porto Alegre.

## Biografia
Bertilo nasceu em 7 de novembro de 1964, filho de Alfredo Morsch (falecido) e de Cecília Paulus Morsch, é o mais novo entre sete irmãos (Maria Zeniria, Eli José(falecido), Adelmar, Judite, Irinita, Gilmar e Bertilo). Ele recebeu o sacramento do batismo e da Primeira Comunhão na comunidade  São Miguel - localidade de Pitingal no município de Passa Sete, que na época era distrito de Sobradinho. Foi crismado no Seminário São José em Santa Maria.
No ano de 1978, Bertilo ingressou no Seminário São José, em Santa Maria, na oitava série do ginasial. Na mesma instituição concluiu o ensino médio, em 1981. Cursou Filosofia e Teologia no IFITESMA (Instituto de Filosofia e Teologia de Santa Maria), entre os anos de 1982 e 1986. No dia 7 de janeiro de 1989 foi ordenado presbítero por Dom José Ivo Lorscheiter, na capela São Miguel de Pitingal, em Sobradinho, sua cidade natal.

## Ministério Sacerdotal
Como sacerdote exerceu o ministério como vigário paroquial na paróquia Nossa Senhora da Piedade, em Júlio de Castilhos, entre os anos de 1989 e 1990. Trabalhou como vigário paroquial na paróquia São Pedro no município de São Pedro do Sul, entre os anos de 1991 e 1993, onde assumiu como pároco no ano seguinte, e permaneceu até o ano 2000.
No ano de 2001, iniciou os estudos no mestrado em Direito Canônico na Pontifícia Universidade Lateranense, em Roma, onde apresentou a dissertação em 2003. No final do mesmo ano foi nomeado pároco e reitor do Santuário Basílica Menor Nossa Senhora de Medianeira, em Santa Maria.
O ano de 2005 também marca o ingresso de Bertilo na vida acadêmica como professor de Direito Canônico e Pastoral Fundamental na Fapas (Faculdades Palotinas), onde exerce a docência. Também, entre os anos de 2006 e 2010, participou da Câmara Eclesiástica de Santa Maria junto ao Tribunal Eclesiástico como referencial. De agosto de 2020 até 2022 foi o Defensor do Vínculo e Promotor de Justiça junto ao Tribunal Eclesiástico Interdiocesano de Santa Maria.
A partir de 2013 até 2021 foi reitor do Seminário Maior São João Maria Vianney e pároco da Paróquia da Ressurreição, em Santa Maria.
Atuou ainda em programas diários de rádio, como os das rádios Imenbuí de Santa Maria, desde 2004 a 2013 e na rádio Medianeira de Santa Maria.

## Ministério Episcopal
Foi nomeado pelo Papa Francisco como bispo auxiliar da Arquidiocese de Porto Alegre em 17 de maio de 2022.  A ordenação episcopal ocorreu em 6 de agosto de 2022 no Santuário Basílica Nossa Senhora Medianeira de Todas as Graças  sendo convidados a serem o ordenante principal Leomar Antônio Brustolin, arcebispo de Santa Maria e coordenantes dom Jaime Spengler, O.F.M., arcebispo de Porto Alegre e dom Aparecido Donizete de Souza, bispo auxiliar de Porto Alegre, nomeado bispo auxiliar de Cascavel.